# Lei de Titius-Bode
A lei de Titius-Bode (às vezes denominado de Lei de Bode) é uma controversa lei matemática que define, muito aproximadamente, as distâncias planetárias.
Foi desenvolvida em 1766 por Johan Daniel Tietz (1729–1796), mais conhecido por seu nome latinizado Titius (pronuncia-se Tícius) e muito divulgada pelo astrônomo alemão Johann Elert Bode (1747–1826), diretor do Observatório de Berlim, que acabou definindo a sequência final, que hoje conhecemos como Lei de Titius-Bode.
Esta lei parte-se de uma progressão geométrica de razão 2, a partir do segundo termo:
0, 1, 2, 4, 8, 16 e 32
Titius, multiplicou cada um destes termos por 3:
0, 3, 6, 12, 24, 48 e 96
e adicionou 4 unidades a cada um deles, obtendo-se:
4, 7, 10, 16, 28, 52 e 100
e finalmente dividindo-os por 10:
0.4, 0.7, 1.0, 1.6, 2.8, 5.2 e 10.0
Sabendo-se que uma unidade astronômica (UA) é distância média da Terra ao Sol, os valores obtidos representam as distâncias médias dos planetas, em UA, em relação ao Sol.
O mais curioso nesta lei é que ela previa a existência de um planeta entre as órbitas de Marte e Júpiter, a 2,8 UA do Sol, mas que não existia. Mais tarde atribui-se este valor à órbita do Cinturão de asteróides que orbita o Sol nesta distância.
Essa lei foi desbancada pelo descobrimento de Netuno e Plutão, já que esses dois planetas não seguem essa lei, e também considerando que a ideia do cinturão ser fragmentos e não um corpo celeste. 

## Lei Titius-Bode. Sua origem paradoxal e subsequente curso
Johann Daniel Titius (1729-1796), professor de física na velha Universidade de Wittenberg (Saxónia) traduziu ao alemão o trabalho Contemplation de la Nature, do autor suíço Charles Bonnet (1720-1793).
Sem dizer nada a ninguém, Titius introduziu dois parágrafos seus no final da página 7 e no início da página 8 da edição alemã de 1766. No prefácio, Bonnet adverte sem contudo ser muito especifico, que Titius tem intercaladas algumas notas próprias, o que sugere não só o seu conhecimento, mas também a sua conformidade. Naturalmente, o parágrafo novo intercalado não está nem no original nem nas traduções da obra de Bonnet em italiano e em inglês.
O texto intercalado referido tem duas partes, uma após a outra. Na primeira é exposta a sucessão das distâncias planetárias ao Sol dos planetas históricos, de Mercúrio a Saturno, arredondados para números inteiros: Se nós damos 100 pontos a Saturno e 4 a Mercúrio, a Vênus corresponderá 4 + 3 = 7 pontos; a Terra 4 + 6 = 10; a Marte, 4 + 12 = 16; a próxima seria 4 + 24 = 28, mas não existe nenhum planeta; e será de 4 + 48 = 52 pontos e 4 + 96 = 100 pontos, respectivamente, para Júpiter o primeiro e para Saturno o segundo.
Na segunda parte intercalada é adicionado o seguinte: Se o raio da órbita da Terra se da o valor de 10, os raios das outras órbitas são dadas pela fórmula Rn = 4 + 3 (2n), onde n = -∞ para Mercúrio e 0, 1, 2, 3, 4 e 5 para os planetas que se seguem.
Estas duas afirmações, em função da sua tipologia particular e dos raios das órbitas, parecem resultar de uma antiguidade coisista. De fato, têm-se encontrado muitos precedentes até ao século XVII. Titius foi discípulo do filósofo alemão Christian Freiherr von Wolf (1679-1754), e a segunda parte do texto inserido na obra de Bonnet também é, literalmente, uma obra de von Wolf de 1723, Vernünftige Gedanken von den Wirkungen der Natur. Por esta razão, na literatura do século XX, a autoria da lei de Titius-Bode é geralmente atribuída ao filósofo alemão; Sendo assim, Titius poderia ter aprendido dele. Outra referência mais antiga a esta questão pode encontrar-se na obra de James Gregory de 1702, Astronomiae Physicae et geometricae elementa, onde a sucessão de distâncias planetárias 4, 7, 10, 16, 52 e 100 torna-se uma progressão geométrica de razão 2. Esta é a fórmula newtoniana mais próxima, que também está em Benjamin Martin e no próprio Tomàs Cerdà muitos anos antes da publicação alemã do livro de Bonnet.
O texto intercalado por Titius no livro de Bonnet foi exatamente transmitido na obra de astronomia de Johann Elert Bode (1747-1826). Em nenhuma das edições se fala de Titius, não lhe sendo portanto claramente atribuída a autoria da lei (Aleitung zur Kenntnis des gestitirnten Himmels, 1722). Numa memória póstuma de Bode é possível encontrar uma referência a Titius com o claro reconhecimento da sua prioridade.
Titius e Bode esperavam que a lei iria levar à descoberta de novos planetas. Mas em realidade não foi assim. O de Urano e o de Ceres contribuiu para dar fama à lei de Titius-Bode, mas não foi assim para a descoberta de Netuno e Plutão, uma vez que ambos são excluídos. No entanto, aplica-se aos satélites e agora até mesmo aos planetas extra-solares.
A lei Titius-Bode continua sem ter uma explicação teórica sólida e convincente do seu significado físico, e também sem ser considerada um dispositivo numérico. A sua história sempre esteve ligada a mais vozes que credibilidade. Neste sentido, pode ser comparada com o trabalho de Hiparco com respeito às distâncias planetárias, ao de Kepler em relação à órbita de Marte, à descoberta de Neptuno, ao cálculo de uma efeméride, ao de uma órbita a partir apenas de três posições, ou à explicação do desvio do periélio de Mercúrio. No entanto, é geralmente mais citada.

## Uma explicação poderia ser anterior à Lei de Titius-Bode
O jesuíta Tomàs Cerdà (1715-1791) deu um célebre curso de astronomia em Barcelona em 1760, na Real Cadeira de Matemática do Colégio de Sant Jaume de Cordelles (Imperial e Real Seminário dos Nobres de Cordellas). Do manuscrito original conservado na Real Academia da Historia de Madrid, Lluís Gasiot refez o Tratado de Astronomía de Cerdà, publicado em 1999, e que se baseia na Astronomiae Physicae de James Gregory (1702) e na Philosophia Britannica de Benjamin Martin (1747). No Tratado de Cerdá podemos encontrar as distâncias planetárias obtidas a partir dos tempos periódicos e aplicando a terceira lei de Kepler, com uma precisão de 10-3. 
Tomando como referência a distância da Terra como 10 e arredondando em inteiros, pode ser estabelecida a progressão geométrica [(Dn x 10) - 4] / [Dn-1 x 10) - 4] = 2, de n = 2 até n = 8 . Usando o movimento circular uniforme fictício equivalente da Anomalia de Kepler, podem ser obtidos os valores Rn dos rádios correspondentes de cada planeta, com os quais podem ser obtidas as razões rn = (Rn - R1) / (Rn-1 - R1) que resultam ser 1,82; 1,84; 1,86; 1,88 e 1,90, com o que rn = 2 - 0,02 (12 - n), que é a relação entre a sucessão kepleriana e a lei de Titus-Bode, o que seria uma coincidência numérica casual. A razão é próxima de 2, mas na verdade aumenta harmonicamente desde 1,82.
A velocidade média dos planetas desde n=1 a n=8 diminui ao afastar-se do Sol e difere do descenso uniforme em n=2 para se recuperar a partir de n=7 (ressonância orbital).

## Comparações com os dados reais
Aqui estão as distâncias dos planetas do Sistema Solar, calculadas pela Lei de Titius-bode e comparadas com as distâncias reais:
| Planeta  | k   | distância pela lei de T-B(UA) | Distância real (UA) | % erro  |
| -------- | --- | ----------------------------- | ------------------- | ------- |
| Mercúrio | 0   | 0.4                           | 0.39                | 2.56 %  |
| Vênus    | 1   | 0.7                           | 0.72                | 2.78 %  |
| Terra    | 2   | 1.0                           | 1.00                | 0.00 %  |
| Marte    | 4   | 1.6                           | 1.52                | 5.26 %  |
| Ceres¹   | 8   | 2.8                           | 2.77                | 1.08 %  |
| Júpiter  | 16  | 5.2                           | 5.20                | 0.00 %  |
| Saturno  | 32  | 10.0                          | 9.54                | 4.82 %  |
| Urano    | 64  | 19.6                          | 19.2                | 2.08 %  |
| Netuno   | 128 | 38.8                          | 30.06               | 29.08 % |
| Plutão¹  | 256 | 77.2²                         | 39.44               | 95.75 % |

Gráfico utilizando a tabela ao lado.

¹ Ceres era considerado um planeta de 1801 até 1860. Plutão era considerado um planeta de 1930 a 2006. Ambos são considerados agora como planetas anões.
² Enquanto que a diferença entre a lei de T-B e a real são muito grandes aqui, se Netuno for "pulado", a distância pela lei de T-B de 38.8 é bem próxima à distância de Plutão, com um erro de apenas 1.62%.